# Phragmatobia batangi
Phragmatobia batangi là một loài bướm đêm thuộc phân họ Arctiinae, họ Erebidae.